# Suzanne Kiffer-Porte
Suzanne Kiffer-Porte, née le 21 mars 1901 à Paris et morte le 14 janvier 1985 dans cette même ville est une athlète et nageuse française, ayant détenu le record de France du 100 mètres brasse, ayant participé aux Jeux olympiques d'été de 1924 ; athlète, elle a aussi participé aux Jeux olympiques féminins de 1921 (en) et aux Jeux olympiques féminins de 1922.

## Biographie
Fille de l'entrepreneur de peinture Antoine Joseph Léon Porte et de la nageuse Berthe Marie Voignier, elle adhère au club Libellule de Paris en 1923. Née Suzanne Porte, elle se marie en 1924 avec l'artiste Charles Kiffer,.
Après avoir participé à des courses locales parisiennes, elle prend part aux premiers Jeux olympiques féminins (en) (organisés par Alice Milliat et la Fédération des sociétés féminines sportives de France à Monaco) au printemps 1921. Elle se classe 3e au 800 mètres en athlétisme.
L'année suivante, en avril, lors des 2e Jeux olympiques féminins, toujours à Monaco, elle remporte le 800 mètres en athlétisme en 2 min 37 s. Lors de ces mêmes Jeux, elle prend part aux épreuves de natation : 100 mètres nage libre, 100 mètres dos et 200 mètres brasse. Avec un temps de 3 min 57 s 40, elle se qualifie pour la finale sur cette dernière épreuve, mais déclare forfait. En août 1922, elle monte sur la deuxième marche du podium aux championnats de France de natation, toujours sur 200 mètres brasse, avec un temps de 3 min 51 s 80. En 1923, même médaille d'argent sur 200 mètres brasse.
En février 1924, elle établit un nouveau record de France du 100 mètres brasse en 1 min 41 s 20. Elle est donc sélectionnée aux Jeux olympiques d'été de 1924 pour l'épreuve du 200 mètres brasse. Elle termine 4e et dernière de sa série en 3 min 43 s 60 et n'est donc pas qualifiée pour la finale,.
En août 1925, nouveau podium (3e) aux championnats de France, toujours sur 200 mètres brasse, avec un temps de 3 min 46 s 20 ; et en août 1926, sa dernière médaille aux France (à nouveau l'argent), toujours sur 200 mètres brasse, avec un temps de 3 min 44 s 60.
Elle est morte à l'âge de 83 ans.